# Iarna vulcanică din 536
Iarna vulcanică din 536 d.Hr. a fost cel mai sever și mai prelungit episod de răcire climatică din emisfera nordică din ultimii 2.000 de ani. Iarna vulcanică a fost cauzată de cel puțin trei erupții simultane de origine incertă, cu mai multe locații posibile propuse pe diverse continente. Cele mai multe relatări contemporane despre iarna vulcanică sunt de la autori din Constantinopol, capitala Imperiului Roman de Răsărit, deși impactul temperaturilor mai reci s-a extins în afara Europei. Studiile moderne au stabilit că la începutul anului 536 d.Hr. (sau posibil la sfârșitul anului 535), o erupție a aruncat cantități masive de aerosoli de sulfat în atmosferă, ceea ce a redus radiația solară care ajunge la suprafața Pământului și a răcit atmosfera timp de câțiva ani. În martie 536, Constantinopolul a început să se confrunte cu cerul întunecat și temperaturi mai scăzute.
Temperaturile de vară în 536 au scăzut cu până la 2,5 °C (4,5 °F) sub normal în Europa. Impactul persistent al iernii vulcanice din 536 a fost intensificat în 539–540, când o altă erupție vulcanică a făcut ca temperaturile de vară să scadă cu până la 2,7 °C (4,9 °F) sub normal în Europa. Există dovezi ale unei alte erupții vulcanice în 547, care ar fi prelungit perioada mai rece. Erupțiile vulcanice, care au început în 541, au cauzat pierderi de recolte și au fost însoțite de Ciuma lui Iustinian, foamete și milioane de morți și au inițiat Mica eră glaciară antică târzie, care a durat în perioada 536 - 560.
Medievalistul Michael McCormick a scris că 536 a fost cel mai rău an din istorie: „A fost începutul uneia dintre cele mai proaste perioade pentru a fi în viață, dacă nu și cel mai rău an”.

## Evidențe documentate
Istoricul roman Procopius a consemnat în anul 536 d.Hr. în raportul său despre războaiele cu vandalii, „în cursul acestui an a avut loc un semn de temut. Căci soarele dădea o lumină fără strălucire... și părea ca soarele în eclipsă, pentru că razele pe care le arunca nu erau clare.”
În 538, omul de stat roman Cassiodorus a descris următoarele unuia dintre subalternii săi în scrisoarea 25:
- Razele soarelui erau slabe și aveau o culoare „albăstruie”.
- La prânz, pe pământ nu erau vizibile umbrele oamenilor.
- Căldura de la soare era slabă.
- Luna, chiar și când era plină, era „goală de splendoare”
- „O iarnă fără furtuni, o primăvară fără blândețe și o vară fără căldură”
- Îngheț prelungit și secetă continuă
- Anotimpurile „par a fi amestecate între ele”
- Cerul este descris ca fiind „amestecat cu elemente extraterestre”, la fel ca vremea înnorată, cu excepția perioadei prelungite. Era „întins ca o piele pe cer” și a împiedicat să se vadă „adevăratele culori” ale soarelui și lunii, împreună cu căldura soarelui.
- Înghețurile din timpul recoltării, care au făcut ca merele să se întărească și strugurii să se acrească.
- Necesitatea de a se folosi alimente depozitate pentru a rezista la această situație.
- Scrisorile ulterioare (nr. 26 și 27) discută planuri de ameliorare a unei foamete răspândite.

Mihai Sirul (1126–1199), un patriarh al Bisericii Ortodoxe Siriace, a raportat că în perioada 536–537 soarele a strălucit slab timp de un an și jumătate. 
Analele scoțiene irlandeze au înregistrat următoarele:
- „O lipsă a pâinii în 536 d.Hr.” – Analele din Ulster
- „O lipsă a pâinii din 536–539 d.Hr.” – Analele lui Inisfallen

Înregistrarea Annales Cambriae de la mijlocul secolului al X-lea pentru anul 537:
- „Bătălia de la Camlann, în care Arthur și Medraut au căzut și a fost o mare mortalitate în Marea Britanie și Irlanda.”[13]

Alte fenomene au fost raportate de surse contemporane independente:
- Temperaturi scăzute, chiar și zăpadă în timpul verii (se pare că zăpada a căzut în august în China, ceea ce a făcut ca recoltarea acolo să fie întârziată)[14]
- Eșecuri pe scară largă a culturilor[15]
- „O ceață densă și uscată” în Orientul Mijlociu, China și Europa[14]
- Secetă în Peru, care a afectat cultura Moche[14][16]

Există și alte surse cu dovezi referitoare la această perioadă.

## Dovezi științifice
Analiza inelelor arborilor de către dendrocronologul Mike Baillie, de la Universitatea Queen din Belfast, arată o creștere anormală de mică a stejarului irlandez în 536 și o altă scădere bruscă în 542, după o recuperare parțială. Eșantioanele de gheață din Groenlanda și Antarctica arată dovezi ale unor depozite substanțiale de sulfați de aproximativ 534 ± 2, ceea ce este dovada unui văl extins de praf acid.

## Explicații posibile
Inițial s-a teoretizat că schimbările climatice din anul 536 d.Hr. au fost cauzate fie de erupții vulcanice (un fenomen cunoscut sub numele de „iarnă vulcanică”), fie de evenimente de impact (meteorit sau cometă).
În 2015, revizuirea cronologiilor eșantioanelor de gheață polară a datat un depozit major de sulfat și un strat de criptotefra exact în anul 536 d.Hr. (datat anterior în anul 529 d.Hr. înainte de revizuire). Aceasta este o dovadă puternică că o mare erupție vulcanică explozivă a provocat diminuarea și răcirea observată, înlăturând necesitatea unei explicații extraterestre, dar un eveniment de impact în această perioadă nu poate fi exclus.
Sursa erupției vulcanice rămâne de găsit, dar mai mulți vulcani propuși au fost respinși:
- R. B. Stothers a postulat vulcanul Rabaul din Noua Britanie, Papua Noua Guinee.[28] Acum se crede că erupția a avut loc în intervalul 667–699 d.Hr., pe baza datarii cu radiocarbon de tip wiggle-match.[29]
- David Keys a sugerat vulcanul Krakatoa prin deplasarea unui cataclism în anul 416 d.Hr., înregistrat în Cartea Regilor [javanezi] până în anul 535 d.Hr.[16] Proiectele de foraj în strâmtoarea Sunda au exclus orice posibilitate ca o erupție să fi avut loc în această perioadă de timp.[30]
- Robert Dull și colegii săi au propus erupția mare VEI-7, Tierra Blanca Joven (TBJ) din caldera Ilopango.[31][32] Identificarea TBJ tephra în nucleele de gheață a restrâns data erupției la 429–433 d.Hr. [33]
- Loveluck și colegii săi au propus vulcani islandezi pe baza resturilor de la un ghețar elvețian.[5][34] Cu toate acestea, criptotefrale datate exact în anul 536 d.Hr. sunt distincte din punct de vedere geochimic de tephra islandeză, [35] iar resturi din ghețarul elvețian au o mare incertitudine de vârstă. [34]

Analiza geochimică a criptotefrasului AD 536 distinge cel puțin trei evenimente eruptive sincrone în America de Nord. Analize ulterioare corelează una dintre erupții cu o tefra larg răspândită a Craterului Mono, din nord-estul Americii. Celelalte două erupții au provenit cel mai probabil din Aleuienii de Est și din provincia vulcanică Cordillera de Nord.

## Consecințe istorice
Evenimentul din 536 și foametea care a urmat au fost sugerate ca o explicație pentru depunerea tezaurelor de aur de către elitele scandinave la sfârșitul Perioadei Migrațiilor. Aurul a fost, probabil, un sacrificiu pentru a potoli zeii și a primi lumina soarelui înapoi. Evenimentele mitologice precum Fimbulwinter și Ragnarök sunt teoretizate că se bazează pe memoria culturală a evenimentului.
O carte scrisă de David Keys speculează că schimbările climatice au contribuit la diverse evoluții, cum ar fi apariția Ciumei lui Iustinian (541–549), declinul avarilor, migrația triburilor mongole spre vest, sfârșitul Imperiul Sasanid, prăbușirea Imperiului Gupta, ascensiunea islamului, expansiunea triburilor turcice și căderea Teotihuacanului.
În 2000, o producție de televiziune a 3BM (pentru WNET și Channel Four) s-a inspirat din cartea lui Keys. Documentarul, cu numele Catastrophe! How the World Changed, a fost difuzat în SUA ca parte a seriei PBS Secrets of the Dead. Cu toate acestea, ideile lui Keys și Wohletz nu sunt acceptate de majoritate. Trecând în revistă cartea lui Keys, arheologul britanic Ken Dark a comentat că „o mare parte din dovezile aparente prezentate în carte sunt foarte discutabile, bazate pe surse slabe sau pur și simplu incorecte. [... ] Cu toate acestea, atât sfera globală, cât și accentul pus pe secolul al VI-lea d.Hr. ca o perioadă de schimbări ample sunt notabile, iar cartea conține câteva informații obscure care vor fi noi pentru mulți. Cu toate acestea, nu reușește să-și demonstreze teza centrală și nu oferă o explicație convingătoare pentru numeroasele schimbări discutate”.
Filologul Andrew Breeze într-o carte recentă (2020) susține că unele evenimente privind Regele Arthur, inclusiv Bătălia de la Camlann, au avut loc în 537, ca o consecință a foametei asociate cu schimbările climatice din anul precedent.